# Nuoto ai campionati europei di nuoto 2016 - 800 metri stile libero maschili
La gara degli 800 metri stile libero maschili degli Europei 2016 si è svolta il 19 e 20 maggio 2016. Le batterie si sono svolte al mattino del 19 e la finale nel pomeriggio del giorno successivo.

## Podio
| Pos.    | Atleta               | Nazione |
| ------- | -------------------- | ------- |
| Oro     | Gregorio Paltrinieri | Italia  |
| Argento | Gabriele Detti       | Italia  |
| Bronzo  | Mychajlo Romančuk    | Ucraina |

## Record
Prima della manifestazione il record del mondo (RM), il record europeo (EU) e il record dei campionati (RC) erano i seguenti.
| Record mondiale       | 7'32"12 | Zhang Lin            | 29 luglio 2009 Roma    |
| Record europeo        | 7'40"81 | Gregorio Paltrinieri | 5 agosto 2015 Kazan'   |
| Record dei campionati | 7'44"98 | Gregorio Paltrinieri | 22 agosto 2014 Berlino |

Durante la competizione sono stati migliorati i seguenti record:
| Data      | Evento | Atleta               | Nazione | Tempo   | Record                |
| --------- | ------ | -------------------- | ------- | ------- | --------------------- |
| 20 maggio | Finale | Gregorio Paltrinieri | Italia  | 7'42"33 | Record dei campionati |

## Risultati

### Batterie
| Pos. | Batteria | Corsia | Atleta               | Nazionalità   | Tempo   | Note |
| ---- | -------- | ------ | -------------------- | ------------- | ------- | ---- |
| 1    | 4        | 4      | Gregorio Paltrinieri | Italia        | 7'49"87 | Q    |
| 2    | 4        | 5      | Gabriele Detti       | Italia        | 7'51"40 | Q    |
| 3    | 3        | 6      | Mychajlo Romančuk    | Ucraina       | 7'51"83 | Q    |
| 4    | 1        | 5      | Timothy Shuttleworth | Gran Bretagna | 7'52"33 | Q    |
| 5    | 3        | 2      | Jan Micka            | Rep. Ceca     | 7'52"76 | Q    |
| 6    | 3        | 4      | Henrik Christiansen  | Norvegia      | 7'53"09 | Q    |
| 7    | 3        | 3      | Joris Bouchaut       | Francia       | 7'54"41 | Q    |
| 8    | 4        | 3      | Gergely Gyurta       | Ungheria      | 7'56"50 | Q    |
| 9    | 4        | 2      | Ruwen Straub         | Germania      | 7'57"05 |      |
| 10   | 4        | 1      | Filip Zaborowski     | Polonia       | 7'57"62 |      |
| 11   | 4        | 7      | Daniel Jervis        | Gran Bretagna | 7'58"45 |      |
| 12   | 3        | 5      | Serhiy Frolov        | Ucraina       | 7'58"54 |      |
| 13   | 4        | 6      | Richard Nagy         | Slovacchia    | 7'58"93 |      |
| 14   | 2        | 4      | Nezir Karap          | Turchia       | 7'59"20 |      |
| 15   | 4        | 8      | Miguel Durán         | Spagna        | 8'01"12 |      |
| 16   | 2        | 5      | Victor Johansson     | Svezia        | 8'01"63 |      |
| 17   | 2        | 6      | Marc Hinawi          | Israele       | 8'01"70 |      |
| 18   | 3        | 8      | Kristóf Rasovszky    | Ungheria      | 8'01"82 |      |
| 19   | 3        | 9      | Martin Bau           | Slovenia      | 8'03"35 |      |
| 20   | 3        | 9      | Anton Ipsen          | Danimarca     | 8'03"37 |      |
| 21   | 3        | 7      | Antonio Arroyo       | Spagna        | 8'04"40 |      |
| 22   | 4        | 9      | Henning Muehlleitner | Germania      | 8'12"21 |      |
| 23   | 2        | 3      | Grega Popović        | Slovenia      | 8'14"56 |      |
| 24   | 4        | 0      | Vuk Čelić            | Serbia        | 8'14"86 |      |
| 25   | 2        | 1      | Ján Kútnik           | Rep. Ceca     | 8'16"47 |      |
| 26   | 2        | 7      | Truls Wigdel         | Norvegia      | 8'17"80 |      |
| 27   | 3        | 0      | Ediz Yıldırımer      | Turchia       | 8'17"99 |      |
| 28   | 2        | 8      | Dimitrios Dimitriou  | Grecia        | 8'29"63 |      |
| 29   | 1        | 4      | Irakli Revishvili    | Georgia       | 8'33"31 |      |
| 30   | 1        | 3      | Franc Aleksi         | Albania       | 8'35"94 |      |
| -    | 2        | 2      | Oli Mortensen        | Fær Øer       | DNS     | DNS  |

### Finale
| Pos. | Corsia | Atleta               | Nazionalità   | Tempo   | Note                  |
| ---- | ------ | -------------------- | ------------- | ------- | --------------------- |
|      | 4      | Gregorio Paltrinieri | Italia        | 7'42"33 | Record dei campionati |
|      | 5      | Gabriele Detti       | Italia        | 7'43"52 |                       |
|      | 6      | Mychajlo Romančuk    | Ucraina       | 7'47"99 |                       |
| 4    | 1      | Jan Micka            | Rep. Ceca     | 7'50"38 |                       |
| 5    | 3      | Timothy Shuttleworth | Gran Bretagna | 7'50"52 |                       |
| 6    | 8      | Henrik Christiansen  | Norvegia      | 7'51"84 |                       |
| 7    | 2      | Gergely Gyurta       | Ungheria      | 7'54"32 |                       |
| 8    | 7      | Joris Bouchaut       | Francia       | 7'58"54 |                       |